# Jone Samuelsen
Jone Samuelsen (Stavanger, Noruega; 6 de julio de 1984) es un futbolista noruego. Juega como mediocampista en elStorm BK. El 25 de septiembre de 2011, en la victoria ante el Tromsø IL, convirtió un gol de cabeza desde 58,13 metros por el cual marcó un récord mundial, arrebatándole la marca al argentino Martín Palermo quien había poseído el récord desde 2009.

## Clubes
| Club               | País    | Año           |
| ------------------ | ------- | ------------- |
| FK Haugesund       | Noruega | 2001-2003     |
| Viking FK          | Noruega | 2003-2009     |
| Skeid (a préstamo) | Noruega | 2005          |
| Odd Grenland BK    | Noruega | 2010-2019     |
| Storms BK          | Noruega | 2020-presente |